# Bathyphantes tongluensis
Bathyphantes tongluensis là một loài nhện trong họ Linyphiidae.
Loài này thuộc chi Bathyphantes. Bathyphantes tongluensis được Jun Chen & Da-xiang Song miêu tả năm 1988.